# Neomysis kadiakensis
Neomysis kadiakensis är en kräftdjursart som beskrevs av Ortmann 1908. Neomysis kadiakensis ingår i släktet Neomysis och familjen Mysidae. Inga underarter finns listade i Catalogue of Life.